# Mobo, Masbate

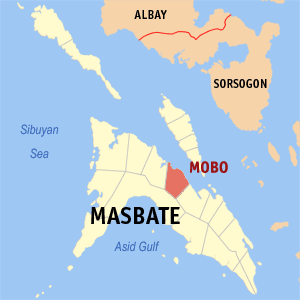
Bản đồ Masbate với vị trí của Mobo

Mobo là một đô thị hạng 4 ở tỉnh Masbate, Philippines. Theo điều tra năm 2015, dân số đô thị này là 38.813 người trong.

## Barangay
Mobo được chia ra thành 29 barangay.
| - Baang - Bagacay - Balatucan - Barag - Dacu - Fabrica - Guintorelan - Holjogon - Lalaguna - Lomocloc - Luyong Catungan - Mabuhay - Mandali - Mapuyo - Marintoc | - Nasunduan - Pinamalatican - Pinamarbuhan - Poblacion Dist. I - Poblacion Dist. II - Polot - Sambulawan - Santa Maria - Sawmill - Tabuc - Tugawe - Tugbo - Umabay Exterior - Umabay Interior |